# Pere Àngel Ferrer i Despuig
Pere Àngel Ferrer i Despuig   (segle XV ↔ segle XVI - 17 de novembre de 1559) fou abat del Monestir de Sant Cugat del Vallès. Havia estat elegit en una segona extracció, ja que el 22 de juliol de 1557 va ser escollit l'arquebisbe de Tarragona, Girolamo Doria. Aquest, com ja havia fet al trienni 1539-1542, renuncià al càrrec pel malestar que provocava al principat la presència d'un genovès als càrrecs eclesiàstics i institucionals de Catalunya, dins de les polítiques reials.
Durant el mandat de Ferrer i Despuig es produeix la victoria contra França a la Batalla de Sant Quintí, i això suposa un bona notícia perquè presagia una pròxima pau amb França. Per contra, la flota otomana travessà l'estret de Messina, arribà a Menorca i assetjà Ciutadella. En aquell moment, el govern de la Generalitat estava a Terrassa degut a un brot de pesta que hagué entre maig i setembre de 1558. L'amenaça turca provocava la mobilització popular de defensa de Barcelona en un moment de buit de poder que inquietava a les autoritats pel record de les Germanies. A més, el 20 de juliol la despoblació de les comarques en defensa de Barcelona fou aprofitada pels bandolers per atacar Terrassa que fou defensada per les dones de la vila al crit de «via fora». El setembre del 1558, s'acaba l'epidèmia i, com cada tardor en aquest període, es retira la flota turca.
Pere Àngel Ferrer va morir el 17 de novembre de 1559, abans d'acabar el trienni com a President de la Generalitat de Catalunya.